# Cold Blooded
"Cold Blooded" é uma canção funk do cantor americano Rick James, lançada em 1983. Lançada no álbum homônimo, passou seis semanas como número um da parada de sucessos da revista Billboard, na categoria "singles de R&B".
A canção teria sido escrita por James baseado em seu relacionamento amoroso com a atriz Linda Blair.[carece de fontes?]
Em 1999 o rapper americano Ol' Dirty Bastard fez um cover da canção, em seu álbum Nigga Please.

## Posição nas paradas musicais
| Parada (1983)                      | Melhor posição |
| ---------------------------------- | -------------- |
| Estados Unidos (Billboard Hot 100) | 40             |
| Estados Unidos (Billboard R&B)     | 1              |
| Estados Unidos (Billboard Dance)   | 17             |
| Reino Unido (OCC)                  | 93             |